# Salignac (Gironde)
 Salignac korábbi község Franciaország Új-Aquitania régiójában, Gironde megyében. 2016. január 1-jén Aubie-et-Espessas és Saint-Antoine  korábbi községgel egyesült és az így létrejött Val de Virvée új község része lett.
Lakosainak száma 1756 fő (2018. január 1.).

## Földrajz
Salignac Val de Virvée, Gauriaguet, La Lande-de-Fronsac, Marcenais, Marsas, Mouillac, Saint-André-de-Cubzac, Saint-Genès-de-Fronsac és Vérac községekkel határos.

## Adminisztráció
Polgármesterek:
- 2001–2020 Armand Mercadier

## Demográfia
| Lakosok száma | 659  | 673  | 941  | 1188 | 1134 | 1333 | 1521 | 1666 | 1745 | 1756 |
|               | 1962 | 1968 | 1982 | 1990 | 1999 | 2008 | 2011 | 2013 | 2017 | 2018 |

## Látnivalók
- Saint-Pierre templom